# Bobeldijk
Bobeldijk is een dorp in de gemeente Koggenland, in de provincie Noord-Holland. Het dorp heeft 300 inwoners (2004).
Bobeldijk is naast een dorp ook een dijk, de dijk ligt tussen Hoorn en Spierdijk in. Aan deze dijk kwam steeds meer bewoning en ontstond de plaats. In 1639 werd de plaats geschreven als Bobbeldijk en in 1745 als Bobel Dyck.
Tussen 1 oktober 1898 en 15 mei 1938 kende de plaats een treinstation, officieel Bobeldijk-Berkhout genoemd, het was een van de treinstopplaatsen van de treinlijn Alkmaar- Hoorn. Het stationsgebouw was vrij laag en werd in 1964 afgebroken. Het treinstation was tijdens de Tweede Wereldoorlog een korte periode weer actief geworden, tussen 15 mei 1940 en 24 november 1940 stopten de treinen weer bij het station.
Hoewel Bobeldijk zelf een dorp is, wordt het vaak bij het dorp Berkhout gerekend. Dit mede omdat het ook onder de oude stede viel en de latere gemeente Berkhout. Van 1979 tot 2007 behoorde het tot de gemeente Wester-Koggenland, waarin de gemeente Berkhout was opgegaan. De bewoning van Bobeldijk is een combinatie van huizen en agrarische bewoning.
Dorpen: Avenhorn · Berkhout · Bobeldijk · De Goorn (gemeentehuis) · Grosthuizen · Hensbroek · Obdam · Oudendijk · Rustenburg · Scharwoude · Spierdijk · Ursem · Wogmeer · Zuidermeer

Buurtschappen: Berkmeer · Baarsdorpermeer · De Hulk (deels) · Kathoek · Noord-Spierdijk · Noorddijk · Noordermeer · Obdammerdijk · Oosteinde

Gehuchten: Oostmijzen · Zuid-Spierdijk
Noord-Holland: Steden en dorpen in Noord-Holland      Nederland: Provincies · Gemeenten